# Mikaeliskyrkan
Se även Mikaelikyrkan.

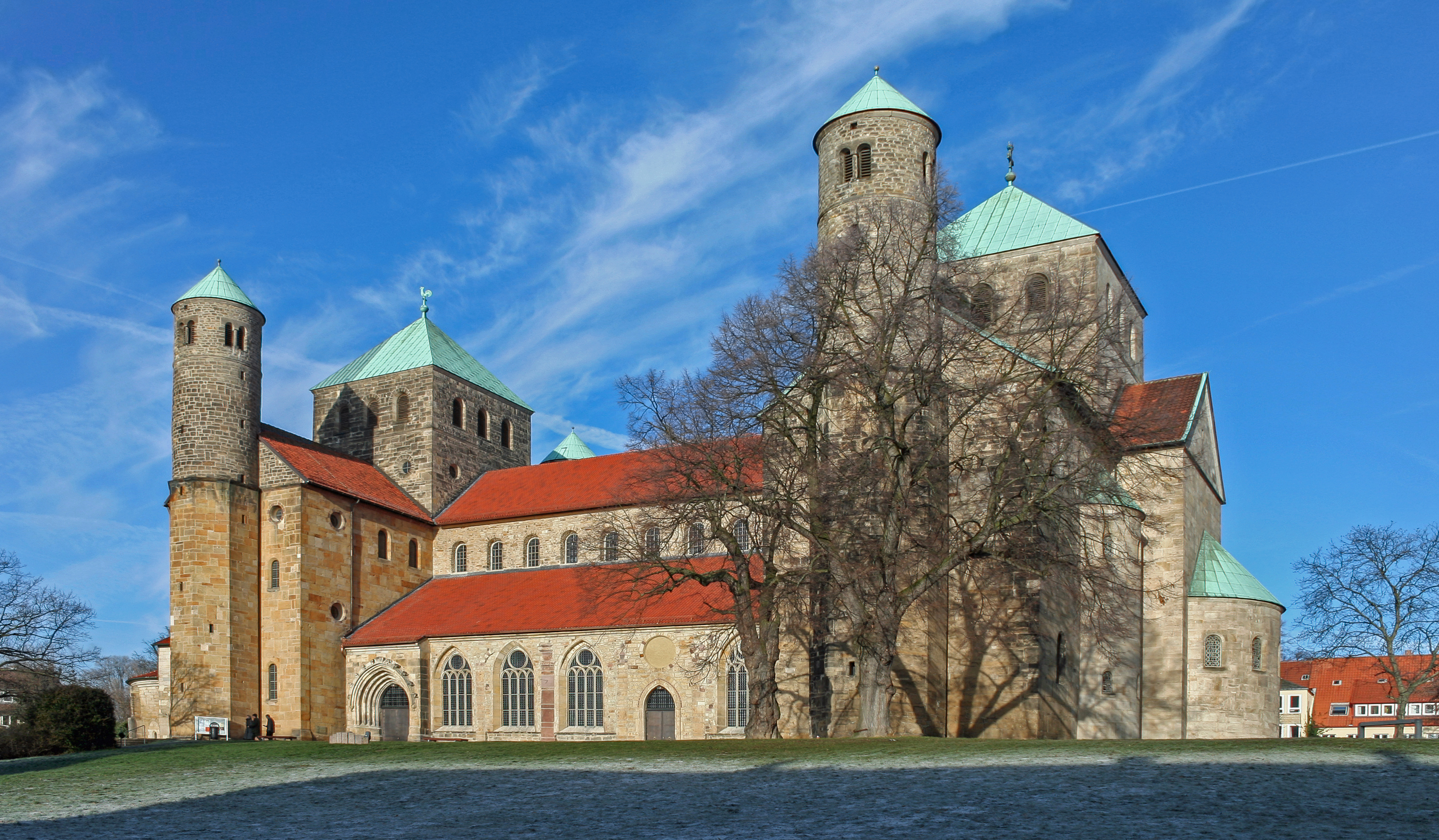
Mikaeliskyrkan sedd från sydost.

Mikaeliskyrkan, eller Mikaelskyrkan (tyska: Michaeliskirche) är en tidig-romansk kyrka i Hildesheim, Tyskland. Den blev 1985 uppsatt på Unescos världsarvslista.

## Historia
Kyrkan grundades omkring år 1010 av biskop Bernward (förmyndare till kejsaren Otto II, och biskop i Hildesheim mellan 993 och 1022). Mikaeliskyrkan stod klar år 1033, då Bernwards efterträdare Sankt Godehard var biskop.
Under reformationen blev Mikaeliskyrkan en evangelisk-luthersk kyrka. Klostret fanns kvar ända fram till sin sekularisering 1803. 
Kyrkan blev svårt skadad under en bombning 1945, men återställdes mellan 1950 och 1957.

## Arkitektur
Mikaeliskyrkan är en av de viktigaste kyrkorna i Ottonsk (tidig romansk) stil. Det är en dubbelkorig basilika med två tvärskepp och ett kvadratiskt torn vid varje kors. Västra koret är utökat med en koromgång och en krypta. 
Interiören av kyrkan karaktäriseras av sin behärskande monumentalitet. Arkaderna i långskeppet karaktäriseras av en alternering mellan grupper av parvisa kolonner och en pelare, något som är typiskt för romanska byggnader i hertigdömet Sachsen.
Värt att notera är dess berömda takmålningar (målade omkring år 1230) med en längd av 27,6 meter. De avbildar Jesu släktträd. Sevärt är även Änglakörerna, klostret (omkring 1250) och kryptan som innehåller biskop Bernwards gravkammare (1015).